# Azua
Azua est l'une des 32 provinces de la République dominicaine. Son chef-lieu porte le même nom que la province : Azua de Compostela. Elle est limitée à l'ouest par les provinces de Barahona, Baoruco et San Juan, au nord par la province de La Vega, à l'est par les provinces de San José de Ocoa et Peravia et au sud par la baie d'Ocoa (mer des Caraïbes).

## Géographie
La province d'Azua est formée par une plaine littorale qui se termine en une baie de la forme d'un fer à cheval (la baie d'Ocoa), dans la mer des Caraïbes. Elle est entourée par des reliefs montagneux appartenant à la Cordillère centrale et la Sierra Martin García, où se trouvent des sommets comme le Mont Culo de Maco, le Mont Tina et le Mont Bué, qui atteignent respectivement 2 189, 2 186 et 1 340 m. Sur son territoire se trouvent le parc national José del Carmen Ramírez, le parc national Sierra Martin García et la zone protégée de Valle Nuevo.
La capitale de la province est la ville de Azua de Compostela, un important centre urbain du sud-ouest dominicain. Son économie est essentiellement agricole, bien que sa population urbaine avoisine les 60 %. Les plantations de tabac et de banane sont la force de son économie. La pêche est elle aussi importante, de même que l'industrie laitière qui s'est vu renforcée par la mise en place du projet Ysura.
Sur son vieux port est déchargée la majeure partie du GPL entrant dans le pays, qui est conservé dans les installations du secteur Los Negros.
La province d'Azua fut constituée en 1844 comme l'une des cinq provinces du territoire national au moment de l'indépendance. Elle représentait alors tout ce qui est aujourd'hui la région sud-ouest du pays et une partie des provinces actuelles de Peravia et San José de Ocoa.
La province d'Azua comprenait autrefois les quatre communes suivantes qui sont passées sous dépendance haïtienne lors de l'accord frontalier de 1929 entre Haïti et la République Dominicaine : Las Caobas, Hincha, San Miguel de la Atalaya et San Rafael.

## Municipalités
| Nom                  | Population totale | Population urbaine | Population rurale |
| -------------------- | ----------------- | ------------------ | ----------------- |
| Azua de Compostela   | 87 024            | 56 453             | 30 571            |
| Estebanía            | 7 754             | 5 551              | 2 203             |
| Guayabal             | 4 852             | 2 815              | 2 037             |
| Las Charcas          | 10 136            | 6 670              | 3 466             |
| Las Yayas de Viajama | 17 938            | 8 624              | 9 314             |
| Padre Las Casas      | 22 366            | 8 424              | 13 942            |
| Peralta              | 11 462            | 7 185              | 4 277             |
| Pueblo Viejo         | 10 835            | 4 162              | 6 673             |
| Sabana Yegua         | 24 015            | 10 395             | 13 620            |
| Tábara Arriba        | 12 475            | 3 709              | 8 766             |
| Province d'Azua      | 208 857           | 113 988            | 94 869            |

Données du recensement de 2002 .

## Histoire

### L'époque coloniale
À l'époque de la découverte de l'île d'Hispaniola par Christophe Colomb, Azua dépendait du cacicazgo de Maguana. La ville Compostelle d'Azua, aujourd'hui nommée Azua de Compostelle, fut fondée en 1504 par Diego Velázquez de Cuéllar, le conquérant de Cuba, sous le gouvernement de Nicolás de Ovando. Cette petite cité fut bâtie autour d'une ferme appartenant à Pedro Gallego, lui-même originaire de Saint-Jacques-de-Compostelle, qui accueillit Diego Velázquez lors de sa marche vers le cacicazgo de Jaragua, gouverné par Anacaona. Elle était alors située à l'emplacement actuel de Pueblo Viejo.
Le 7 décembre 1508, la ville reçoit du roi Ferdinand son blason, sur proposition de Diego de Nicuesa et Gonzalo Antonio Serrano, et grâce au soutien inconditionnel de Nicolás de Ovando.
La ville se convertit rapidement en un centre urbain important, en raison de l'existence de son port, de sa situation privilégiée comme passage obligé entre l'ouest de l'île et la capitale, de la présence proche des mines d'or et de cuivre découvertes en 1508 et de la fertilité de ses champs de canne à sucre. Elle fut aussi la proie fréquente des corsaires de toutes nationalités qui infestaient les eaux. L'historien Gonzalo Fernández de Oviedo y Valdés raconte ainsi qu'en février 1538, un vaisseau corsaire français d'une centaine d'hommes saccagea les environs, enlevant une quinzaine d'esclaves, volant la canne à sucre et l'argent de toute la population.
Le premier écrivain public fut, de 1504 à 1511, Hernán Cortés, le célèbre conquistador, qui y vécut avant de partir à la conquête du Mexique. La première église fut construite de 1511 à 1514, sur ordre du premier évêque de Saint-Domingue, García de Padilla. Détruite par des corsaires qui pillaient les ports voisins, elle fut reconstruite, en feuilles et bois de palme. La troisième église fut cette fois réalisée en bois, mais fut incendiée par une attaque corsaire en 1677. Celle de pierre, bâtie trois ans plus tard, s'écroula lors du tremblement de terre de 1751.
Ce séisme, le 16 octobre 1751, détruisit la totalité de la ville, ce qui obligea à la reconstruire à quelque huit kilomètres au nord, près des rives du rio Vía, sur des terres offertes par Maria de Bia, par la famille de Gregorio Diaz et la veuve Luisa Gerrero.

### La première République
Le 1er décembre 1821, la partie orientale d'Hispaniola, redevenue espagnole, se soulève et proclame son indépendance. Mais la nouvelle république fondée par José Núñez de Cáceres n'est pas reconnue par de nombreux politiques dominicains. Devant l'appel lancé par ces opposants, Jean-Pierre Boyer prend alors le commandement de ses troupes et envahit la partie orientale de l'île, dont la capitale, le 9 mars 1822. Azua fut l'une des premières villes à proclamer son adhésion à Haïti, à la suite de Monte Cristi, Puerto Plata et toutes les villes frontalières. Le maire, Buenaventura Báez, se chargea des négociations.
L'occupation haïtienne se termina avec la proclamation de la séparation d'Haïti le 27 février 1844 et de l'indépendance de la République dominicaine, sous la direction de Juan Pablo Duarte. Azua fut alors le théâtre de nombreuses batailles contre l'invasion haïtienne, en particulier celles dite d'Azua du 19 mars 1844, de Tortuguero  et de El Memizo (toutes deux le 13 avril 1844), puis de El Número (17 avril 1849) et de Las Carreras (23 avril 1849). Le président haïtien Charles Hérard, pour contrer le mouvement indépendantiste de Santo Domingo, envoya en effet trois colonnes de troupes, dont une, composée de 10 000 hommes, qu'il commandait personnellement, se dirigea vers San Juan et Azua. L'armée dominicaine, sous le contrôle du général Pedro Santana et du colonel Antonio Duvergé, combattit avec l'aide de deux canons et environ 2 500 hommes de troupe recrutés dans les villages de la province. Mais ce furent aussi les habitants d'Azua, qui, armés de pierres, bâtons et machettes, aidèrent à repousser les assauts des quelque 8 000 dragons de la garde nationale haïtienne vers la frontière. Cette bataille du 19 mars 1844 est considérée comme l'une des plus glorieuses en faveur de l'indépendance de la République dominicaine.
La province d'Azua, officiellement constituée cette année 1844, occupait alors un vaste territoire s'étendant jusqu'aux frontières haïtiennes. Elle représentait l'une des cinq provinces de la République dominicaine, incluant les communes de San Juan de la Maguana, Las Matas de Farfán, Neyba, Las Cahobas, Hincha, Bánica, San Miguel de la Atalaya et San Rafael.

### Le retour à l'Espagne
En 1861, la République dominicaine est de nouveau annexée à l'Espagne. Mais dans la province d'Azua s'élevèrent rapidement des voix contre cette annexion. À Neiba, dépendant alors de la province, un mouvement armé se déclencha le 3 février 1863.
La Restauration fut proclamée en 1863, et Azua prit une large part aux combats.

### Troisième République
Le 3 février 1973 se produisit dans la province d'Azua le débarquement de la plage aux Escargots, dirigé par l'ancien (bref) président de la République Francisco Alberto Caamaño Deñó et composé d'un groupe de neuf guérilleros, afin de soulever le peuple contre le président Joaquín Balaguer. L'armée dominicaine repoussa rapidement l'assaut dont s'ensuivit la mort de l'ancien président.